# 手力雄神社 (奈良市)
手力雄神社（たぢからおじんじゃ）は、奈良県奈良市橋本町にある神社。春日大社境外末社。三条通北側東端築地の上にあり、後方は築地塀を挟んで興福寺会館となる。

## 歴史
古くはこの地に楊柳の大木があったと伝わり、奈良坊目拙解には以下のように記されている。

有楊柳大木手力雄社内
枝葉繁茂而覆道路
謂手力雄柳
近世大風折損過半
今僅存株餘焉

1895年（明治28年）6月、三条通の拡幅時に、奥行き1間6分が切り縮められ道路に編入された。同年8月、石壇整備などを進め、社殿も少々移転した。

## 祭神
- 天手力雄命